# Fabrica de Pulberi Făgăraș
Fabrica de Pulberi Făgăraș este o fabrică de explozivi de mare putere si propulsoare solide din România.
Societatea a fost creată în mai 2006, prin desprinderea din Uzina de Produse Speciale Făgăraș (UPSF), filială a Romarm.
Fundatiile pentru instalatiile de productie au fost puse in 1921. Pulberile au început să fie produse la Făgăraș din 1939, când a fost pusă în funcțiune prima instalație.
În 1975, prin derularea unui contract complex de transfer de tehnologie din exterior, echipamentele au fost aduse din China.
În 1980 a început construcția unei noi capacități de producție, similară cu instalația chinezească, echipamentele fiind puse în funcțiune în 1986.
Între 1991 și 2000 au fost retehnologizate mai multe linii de producție a explozivilor de mare putere, iar în anul 2000 a fost pusă în funcțiune o instalație de nitrare, unde poate fi produs TNT.
Număr de angajați:
- 2009: 221[2]
- 2008: 257[3]
- 2007: 157[3]

Cifra de afaceri:
- 2008: 1,4 milioane lei[3]
- 2007: 1,2 milioane lei[3]

## Uzina de Produse Speciale Făgăraș
Uzina de Produse Speciale Făgăraș (UPSF), filială a Romarm, din care s-a desprins Fabrica de Pulberi Făgăraș, a intrat în reorganizare judiciară din 2005.
Procedura de valorificare a activelor a început în 2008.
În mai 2010, activele UPSF, constând în 139 de hectare de teren cu construcții și instalații, valorau 4,2 milioane euro.